# Maquillaje artístico

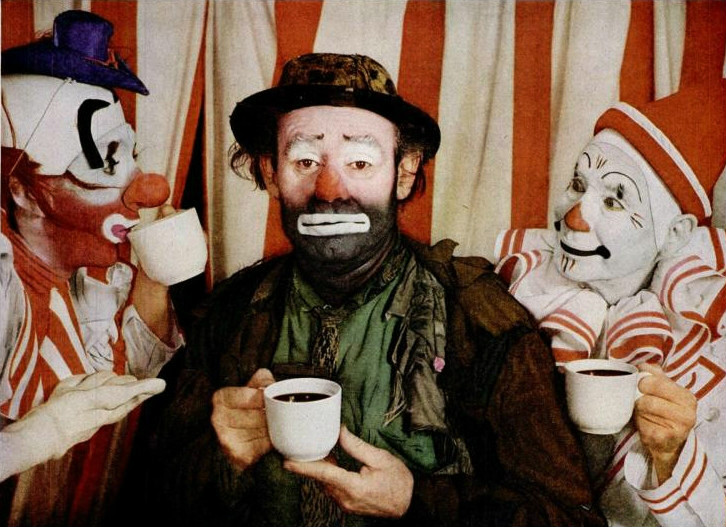
Maquillaje artístico

El maquillaje artístico en comparación al maquillaje social, no busca realzar los atributos ni facciones de la persona. Es una forma que hace referencia al uso de pintura o maquillaje (corporal o cosmético) en algún área del cuerpo para cambiar su aspecto, este puede variar según su finalidad, ya que puede emplearse con propósitos culturales, sociales, entretenimiento y hasta psicológicos siendo parte de la misma identidad e individualidad de la persona. Hoy en día es empleado en medios visuales y audiovisuales tales como el teatro, cine, televisión, fotografía y relacionados.

## Historia
La historia del maquillaje artístico está inevitablemente ligada a la historia del maquillaje social, aquí intervienen diversas culturas que han dejado huella por siglos alrededor del mundo, utilizando formas, elementos representativos de su gente y tradición. Se podría asumir que los orígenes del maquillaje artístico moderno comenzaron desde hace más de 6.000 años.
Al pasar de los años el maquillaje artístico ha ido cambiando su finalidad, iniciando por identificar toda una cultura hasta adaptarse a los medios visuales o audiovisuales para hacer énfasis en el poder que tienen los pigmentos y cosméticos para transformar la imagen. El maquillaje artístico ha ido evolucionando, volviéndose más habitual a partir de las décadas de los 60’s y 70’s.

### Maquillaje en culturas indígenas

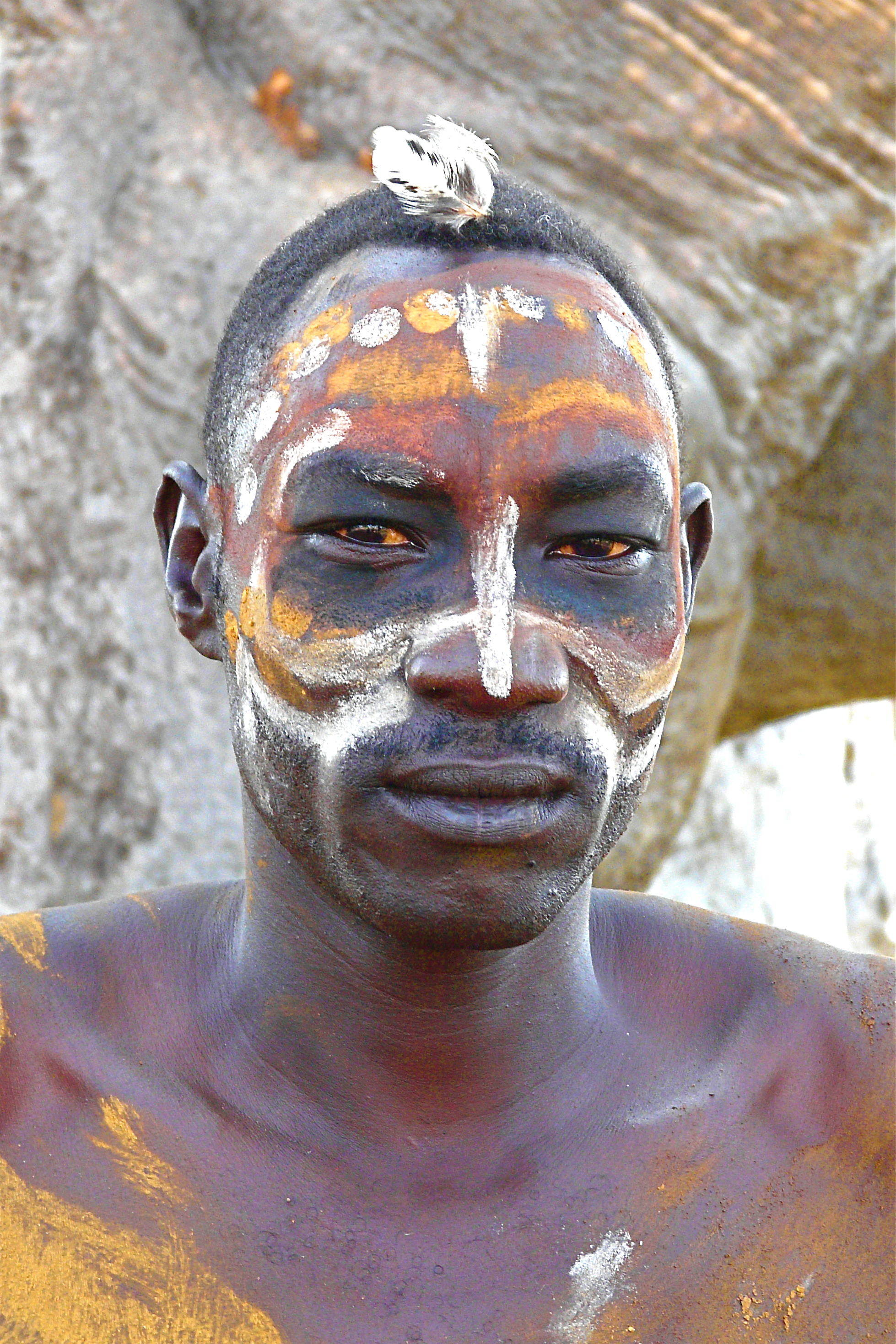
Hombre nuba

El maquillaje inicia siendo una forma visual y corporal en la que las culturas indígenas de cada continente expresan sentimientos, profecías y tradición a través formas dibujadas con pigmentos naturales, como por ejemplo la jagua y la bija o achiote, negro y rojo respectivamente, la henna, la Isatis, etc... hasta llegar al uso de cosméticos con elementos químicos tales como las tintas chinas o lápiz para cejas y o labial ya sea para la cara o el cuerpo.
La pintura facial y corporal es una de las manifestaciones más importantes, el cuerpo es un medio de expresión primordial para las comunidades indígenas, es aquí donde manifiestan su amor y pertenencia a la cultura, mitos y dioses; el maquillaje personal en los ritos indígenas es esencial ya que es una forma de comunicación, de aquí la relación de pintura/territorio.

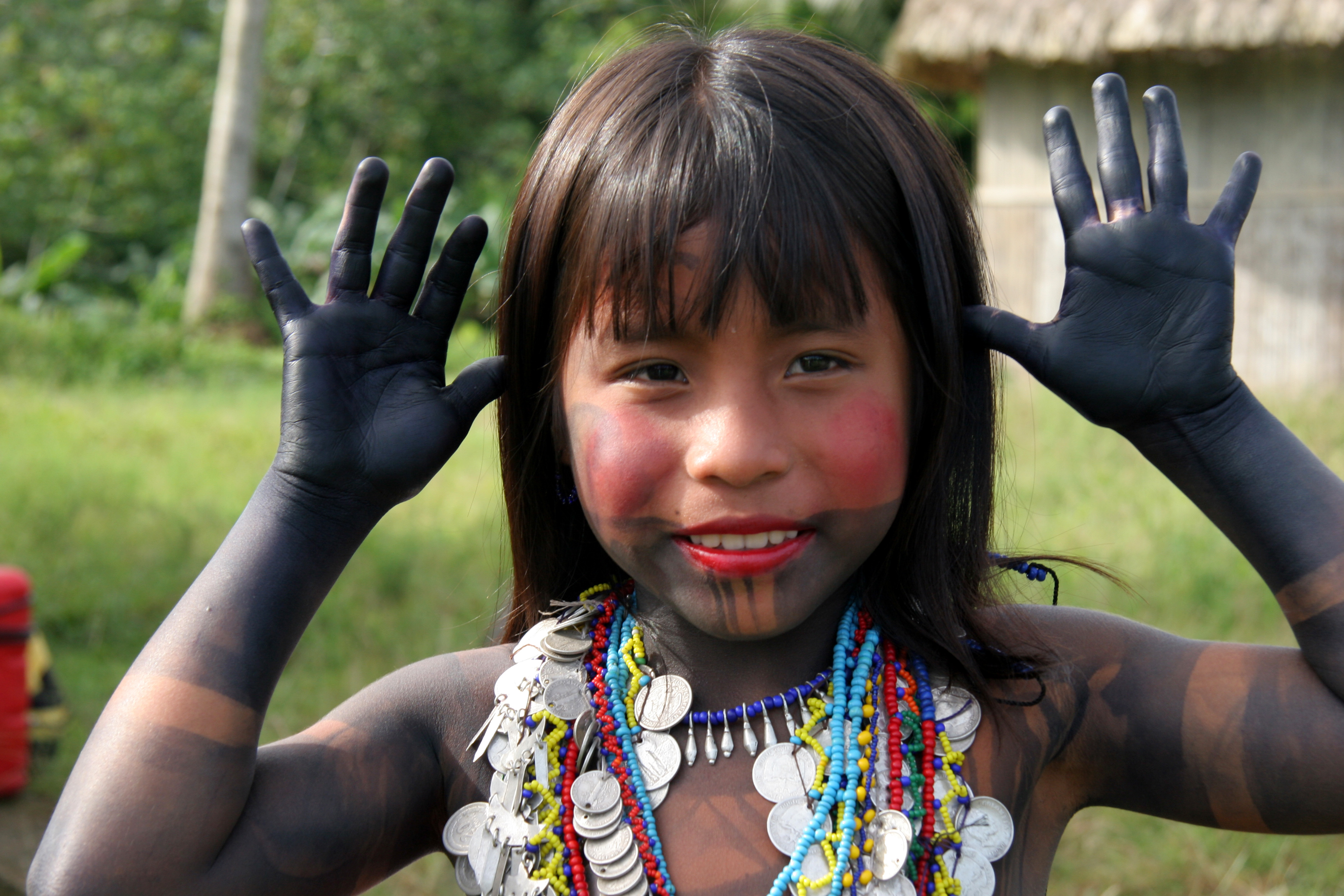
Niña emberá con tatuaje de jagua

En Colombia por ejemplo, la comunidad Emberá dependiendo de su ubicación tienen determinadas formas de maquillaje, se dan dos grandes estilos: uno en las zonas del río (Chocó, ríos Baudó, Atrato, San Juan; y Córdoba) hombres y mujeres llevan diseños de serpientes, trapiche, estrella, diseños de animales según el rito que se vaya a representar generalmente danzando y cantando; otro en zonas de montaña (Alto Andagueda, noroccidente antioqueño, Chami) la pintura es sólo facial. Tanto hombres como mujeres complementan la pintura con diseños en ese y espirales.
En estas celebraciones sólo algunos hombres se pintan. Los diseños se componen de los siguientes elementos: líneas verticales, horizontales y oblicuas, puntos, triángulos; con los cuales se crean formas geométricas que se dispersan en la cara; dependiendo en qué parte del cuerpo va la pintura, se determinan las figuras y el tipo de evento que es. En general se aplica para ocasiones especiales, como lo son fiestas tradicionales, cantos de curación o iniciación; la pintura la llevan especialmente jóvenes solteros, quienes elaboran su pintura con sumo cuidado con uno o dos días de anticipación.
Así como los Emberá existen alrededor del mundo comunidades que a través de tintes expresan sus ideales e insignias. Las comunidades nativas de Estados Unidos como los Mohicanos, las mujeres con el rostro tatuado de Myanmar, antigua Birmania pertenecientes a la etnia Chin, los jóvenes Nuba en el África , los Asmat, Wahgi de Papua, Indonesia y muchos más.

### Maquillaje en el Antiguo Egipto

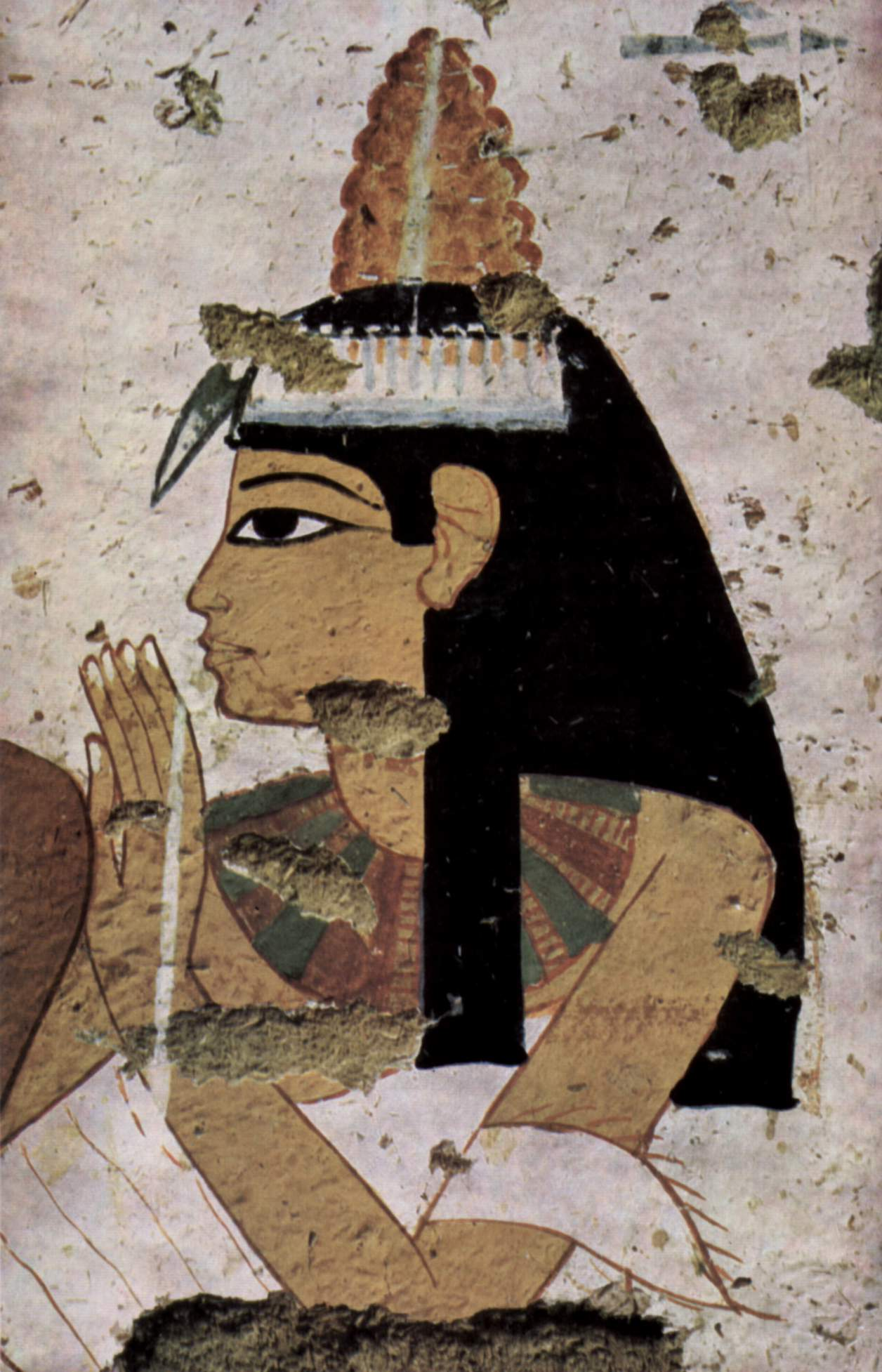
Maler der Grabkammer der Bildhauer Nebamun und Ipuki 002

Una de las culturas antiguas más influyentes hasta nuestros días, fueron pioneros en el uso del maquillaje facial entre los más altos rangos del poder. Utilizaban el maquillaje no solo para verse atractivos, sino también con fines protectores contra el sol, su idea de belleza empezaba con una piel bronceada, acompañada de unos ojos expresivos delineados con forma de pez, algunos sobre una sombra oscura, cejas perfiladas y labios color tierra.
Las mujeres y hombres acentuaban sus ojos de color negro, para esto usaban cenizas, tierra, tinta, galena, malaquita o kohl , las pestañas y cejas usualmente llevaban color verde o tonos claros, los labios se maquillaban con un tinte ocre rojo y óxido de hierro natural. Esta cultura deja los primeros legados para la producción del maquillaje, encontrándose más de 160 recetas para la elaboración de estos.

### Maquillaje en Grecia y Roma

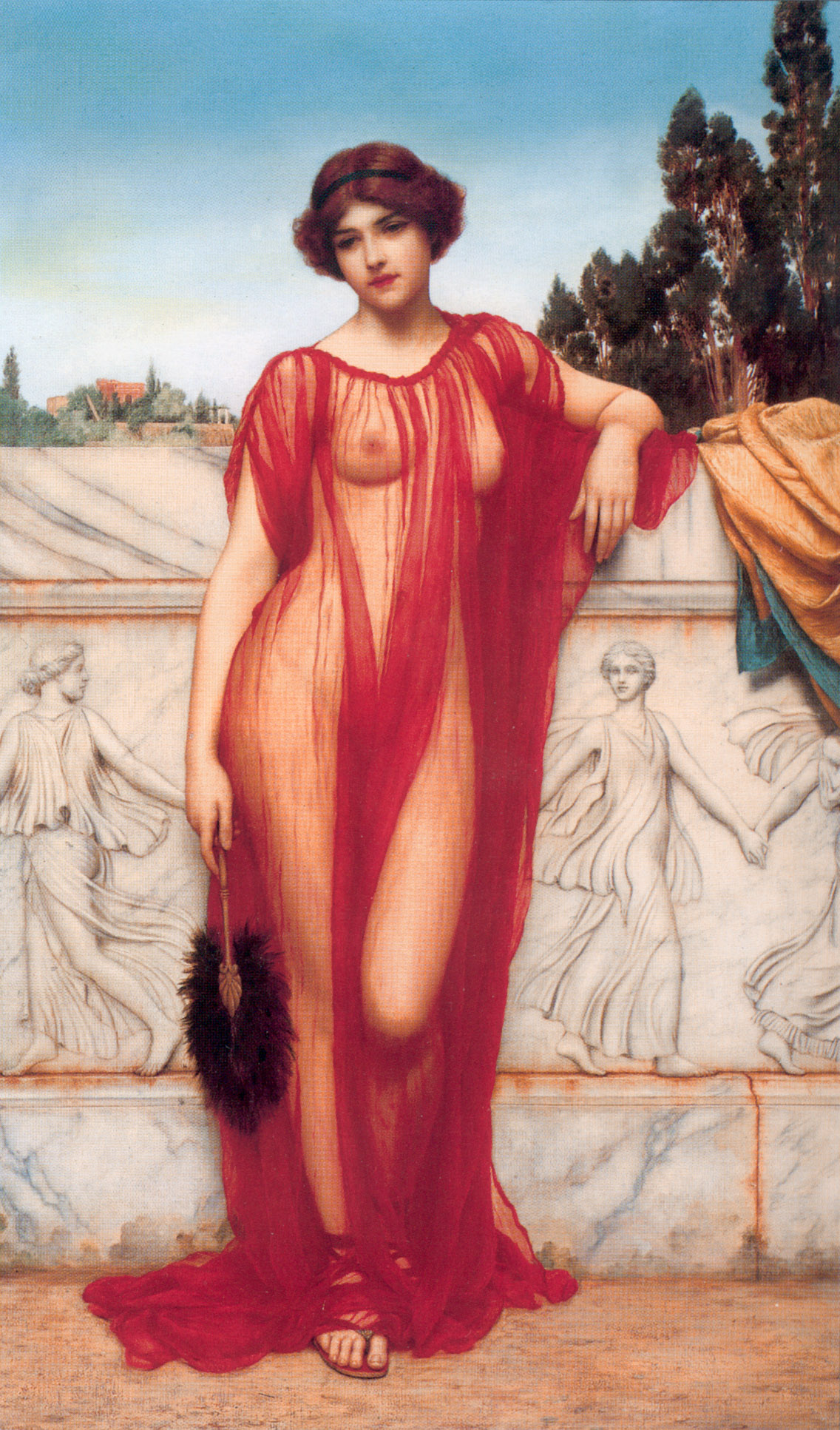
idealización maquillaje

Grecia y Roma son las culturas que introducen el término y sentido estético al mundo, a pesar de inclinarse por una belleza natural, hacían uso del maquillaje. Cerca al siglo I los griegos comienzan a mejorar las fórmulas del maquillaje ya fomentado por la cultura egipcia, aparte de esto son los primeros distribuidores en Europa de productos cosméticos y de belleza.
Las mujeres usaban sobre sus rostros tonos blancos, oro y rojo muy discretos, alargaban sus pestañas con kohl, las cejas también se maquillaban con un mejunje a base de huevos de hormigas y moscas machacadas. La piel toma un papel protagónico, creándose polvos con base en yeso, harinas y tizas pero estos, que al contrario del uso en la cultura egipcia, terminaban siendo nocivos para la piel al contacto con el sol manchándola, a consecuencia se fomenta el aseo e higiene personal no solo con la cara sino con el cuerpo, de aquí el uso de cerusa (carbonato clásico de plomo) que en sus inicios fue un ungüento utilizado para las infecciones y luego fue empleado como mascarilla que dejaba un tono blanco como porcelana en la piel. Fue uno de los primeros elementos que los actores frecuentaban para caracterizar a un personaje en las obras dramáticas que representaban en los teatros o circos.

### Edad Media

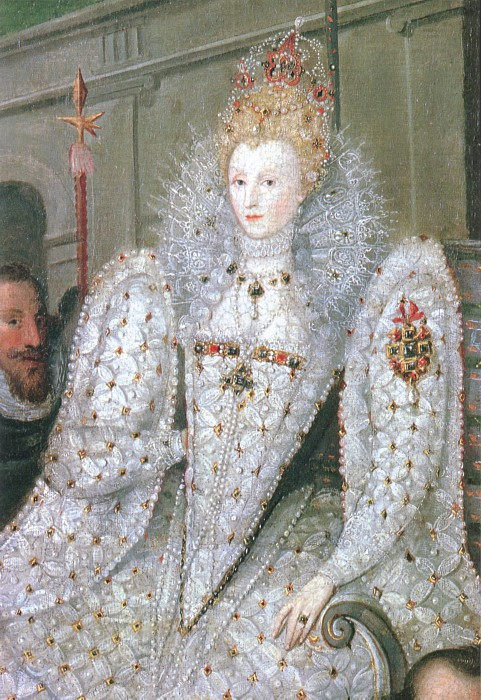
Elizabeth I. Procession portrait (detail)

Los cánones estéticos cambiaron radicalmente, en Europa la realeza y sus cortes utilizaban tonos pálidos para diferenciarse como la alta sociedad de la época, ya que este selecto grupo era el único que podía costear este tipo de maquillaje que en el siglo XIII no era muy natural , en vez de esto en su mayoría tóxico por estar hecho a base de polvo o arsénico.
Este tipo de maquillaje prevalece en el renacimiento italiano, en donde se agrega el uso de tonos pasteles de color rosa en los labios acompañado por la tez blanca y pálida. Gracias a las pestes, y el deterioro en la credibilidad del gobierno real, la apariencia pálida del rostro empieza a asociarse con enfermedades y el maquillaje pesado empieza a utilizarse como la forma de ocultar todas las imperfecciones que las enfermedades han dejado sobre el rostro.
En el siglo XVIII Francia innova la forma de llevar el maquillaje en el rostro, blanqueando los rostros con una crema nacarada brillante a base de azufre que poco después provocaba envenenamientos, añadieron vitalidad con color rojo en los labios , rosa en los pómulos y un pequeño lunar negro podía dar mensajes a los demás según su ubicación, pero claro que solamente para la sociedad noble, por otro lado el pueblo untaba en su rostro huevo para que la piel se viera brillante. Más tarde por un intento de ocultar las arrugas inventan el esmaltado de cara, consistía en aplicar un líquido alcalino sobre el rostro previamente lavado, luego extender una pasta para rellenar las arrugas y encima otra capa de plomo para dejar la cara lisa, esta máscara duraba un año.

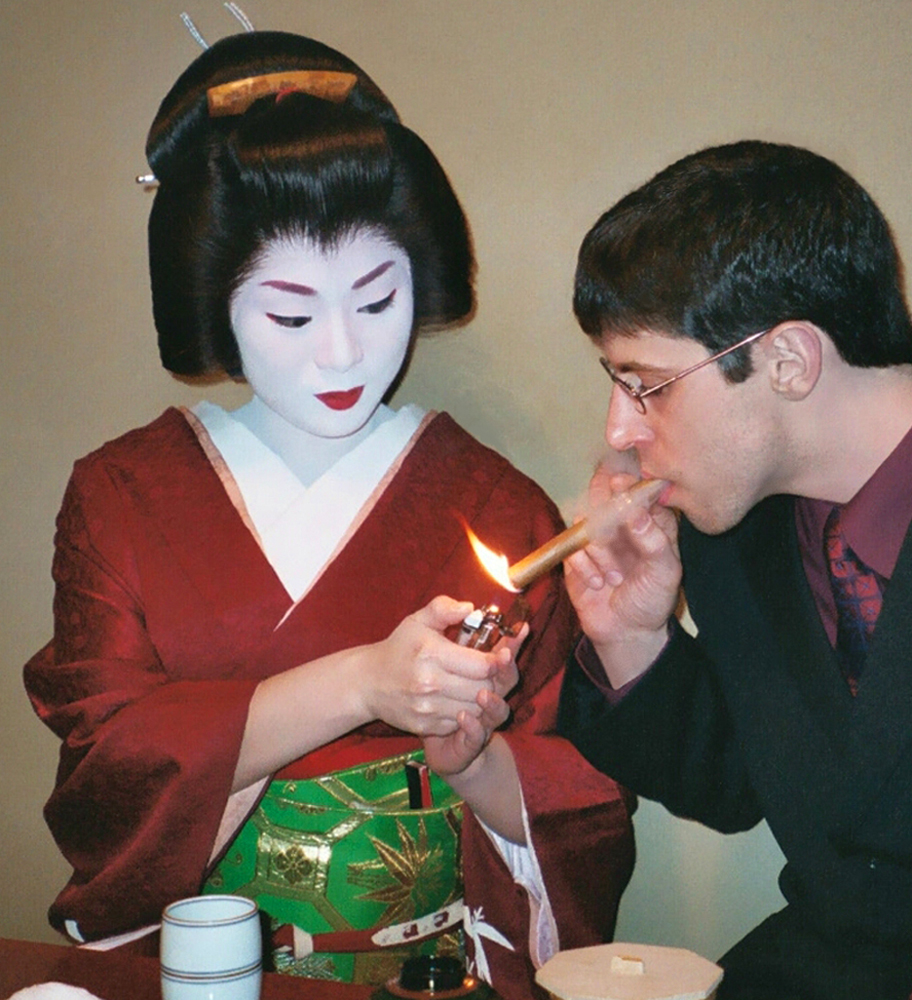
Geisha

Simultáneamente en el siglo XVII, en el año 1700 aproximadamente Japón expone su cultura a través del maquillaje que utilizan las Geishas, este cambia en el transcurso de sus vida, llamadas Maiko cuando son jóvenes y aprendices, y Geisha en su adultez. Para las Maiko el maquillaje en el rostro y cuello es la tradicional pasta blanca, la Maiko no pinta la raíz de su cabello, los peinados se hacen de forma tradicional y utiliza bastante el tono rosa. Cuando envejecen disminuyen la cantidad de maquillaje y utilizan pelucas a base de pelo natural hechas a medida.
En la época victoriana el maquillaje se encuentra atravesando la revolución industrial, éste ha llegado al pueblo y la realeza deja de utilizarlo, ya que este uso se empieza asociar con prostitutas o el gremio de artistas que se dedica a la caracterización de personajes que por lo general era circense. Entonces se veían rostros naturales, cuidados del sol para no cambiar de tono cubiertos con polvo de arroz y si éste cambiaba utilizaban zumo de limón como blanqueador para despigmentar, las cejas eran delgadas y depiladas si fuese lo contrario, para agregar color a las mejillas muchas las pellizcaban o frotaban un poco de remolacha en ellas

### Edad Moderna
En los años 20 tanto el armario como el maquillaje cambian radicalmente, trayendo al mundo la moda flapper en donde la mujer utilizaba un maquillaje con piel pálida, utilizando entonces lo que serían los primeros polvos, los ojos muy marcados y delineados en negro, cejas depiladas (incluyendo en esto nuevos métodos de depilación), sombras color negro, oro, plateado, ocre metálico, rímel en las pestañas, uso frecuente labial rojo carmín u oscuro con el fin de que se viera una boca fina y pequeña. En esta época se trataba de una cuestión individualista, de liberación y expresión pública para las flappers
El maquillaje hasta entonces era para aquellos que disponían de una buena posición económica, pero en la década de los 30 se vuelve más asequible a todas las clases sociales, se continúa el uso de polvos marfil pero entra al mercado la base para el rostro en diferentes tonos (a excepción de tonos oscuros), el rubor es ahora más frecuente, en tonos púrpura y rojo, las cejas delgadas siguen igual o más delgadas que antes, algunas mujeres recurren a pintarlas a su gusto y otras para verse más naturales aplican un poco de vaselina en ellas, en la parte de los ojos las rubias tiende a iluminar con colores claros como el azul, verde, violeta y las morenas con color marrón. Empieza a hablarse de formas de maquillar como los "ojos humeantes" o Smokey eyes, la clase alta reemplaza el rímel por pestañas postizas. Para los labios se usa la figura de un corazón para que la parte superior se vea voluminosas y sus extremos delgados.
Es en esta era en donde grandes empresas como Max Factor, Revlon, Christian Dior, Clinique y Lancôme surgen como pioneros en la fabricación de productos cosméticos

## Artista del maquillaje
La palabra viene del anglicismo Make-up artist que se refiere a un artista cuyo fin es embellecer, transformar o cambiar el aspecto de cualquier parte del cuerpo humano, utilizando diferentes técnicas y productos tales como el maquillaje y prótesis de látex o plástico. Se relacionan bastante con la industria cosmética ya que los cosméticos son sus herramientas principales de trabajo.

Este debe tener en cuenta varias técnicas según su campo de acción.

## Maquillaje corporal artístico

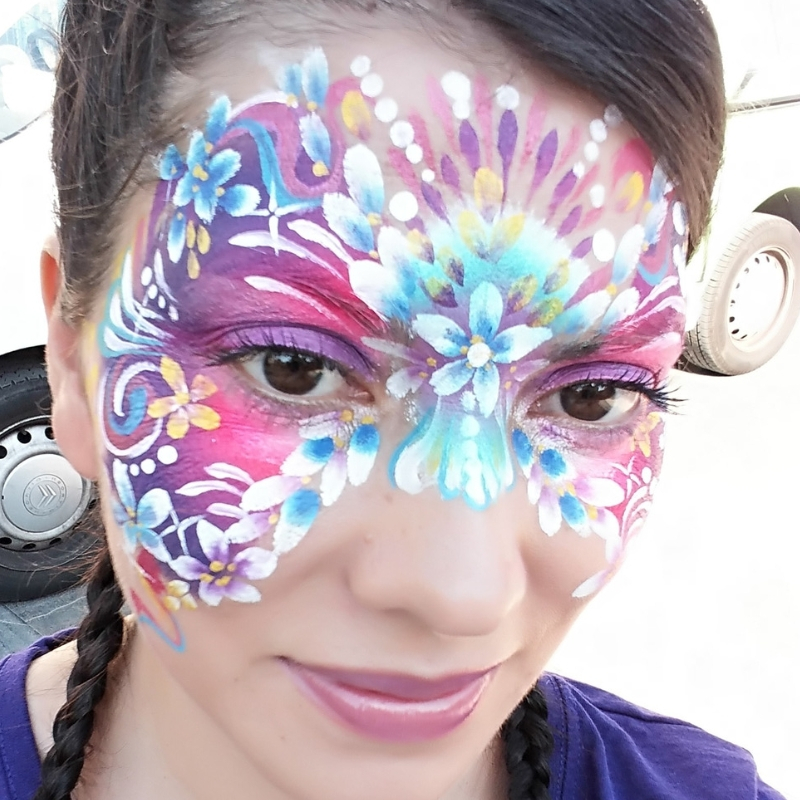
Maquillaje artístico facial: facepainting

El maquillaje artístico puede abarcar todo el cuerpo si se quiere, es mucho más complejo y sofisticado. La pintura corporal o Body painting solo lo realizan profesionales, y se utiliza más bien en eventos u ocasiones especiales en las que se pretende realizar algún show o presentación especial. En cambio si este maquillaje artístico tan sólo abarca el rostro se denomina facepainting.
Para hacer uso de este tipo de maquillaje se recomienda hacer todo tipo de pruebas de alérgicas, ya que algunas pieles son sensibles al maquillaje, para esto se debe utilizar pintura especial para el cuerpo y evitar manchas e irritaciones.